# Behind the Devil's Back
Behind the Devil's Back es el cuarto álbum de estudio de la banda británica de post-hardcore Fightstar. Fue lanzado el 16 de octubre de 2015 a través del sello discográfico de la banda, distribuido por Warner Music. Se financió mediante una campaña de PledgeMusic, lanzada en julio de 2015.
Este fue el último álbum de Fightstar antes de que el cantante Charlie Simpson regresara a su antigua banda Busted, en noviembre.

## Antecedentes y promoción
En septiembre de 2014, el perfil de Facebook de la banda se actualizó con una nueva imagen predeterminada y una foto de portada; ambas mostraban la obra de Fightstar dentro de una "X". El 25 de septiembre, la página web oficial de la banda se actualizó para incluir una cuenta regresiva acompañada de un texto que simplemente decía "Noticias...". El temporizador finalizó el 13 de octubre de 2014 con el anuncio de un concierto para celebrar el décimo aniversario en el Forum de Londres. A continuación, la banda publicó un comunicado: "Han pasado 10 años desde la creación de esta banda y queríamos celebrarlo por todo lo alto. Queremos agradecerles a todos su cariño y apoyo durante los últimos diez años y estamos deseando conmemorar este hito con ustedes". El concierto se agotó en minutos y, debido a la demanda, la banda añadió un segundo concierto en el O2 Academy de Brixton. También anunciaron fechas adicionales en Birmingham, Glasgow y Manchester.
El 23 de febrero de 2015, en el Digbeth Institute de Birmingham, Charlie Simpson anunció que Fightstar estaba trabajando en nueva música, que se lanzaría a finales de ese año. El 22 de julio de 2015, Fightstar anunció el lanzamiento de su cuarto álbum de estudio, titulado "Behind the Devil's Back", el 16 de octubre de 2015, con una serie de fechas en el Reino Unido para promocionarlo. Una edición limitada del álbum está disponible en la tienda oficial de la banda. Esta incluye una copia impresa firmada, una camiseta con la portada del álbum, una lámina artística única y numerada, un vaso de chupito de Fightstar y salsa picante de la marca Fightstar, todo en una caja brillante.
El 26 de julio de 2015, Daniel P. Carter, del programa de rock de BBC Radio 1, estrenó "Animal", la primera canción nueva de la banda en 5 años.

## Lista de canciones
| N.º | Título                    | Duración |  |
| 1.  | «Sharp Tongue»            | 4:05     |  |
| 2.  | «Murder All Over»         | 3:23     |  |
| 3.  | «Behind the Devil's Back» | 3:15     |  |
| 4.  | «The Blackest of Birds»   | 4:28     |  |
| 5.  | «Overdrive»               | 3:44     |  |
| 6.  | «More Human Than Human»   | 3:42     |  |
| 7.  | «Animal»                  | 3:12     |  |
| 8.  | «Titan»                   | 4:12     |  |
| 9.  | «Sink with the Snakes»    | 2:48     |  |
| 10. | «Dive»                    | 3:49     |  |

## Posicionamiento en lista
| Lista (2015)                  | Mejor posición |
| ----------------------------- | -------------- |
| Scottish Albums (OCC)         | 15             |
| Reino Unido (UK Albums Chart) | 19             |

## Personal
Fightstar
- Charlie Simpson – voz, guitarra, teclados
- Alex Westaway – voz, guitarra, sintetizadores
- Dan Haigh – bajo, sintetizadores
- Omar Abidi – batería, percusión